# Wilsonia (California)
Wilsonia es un lugar designado por el censo ubicado en el condado de Tulare en el estado estadounidense de California. En el año 2010 tenía una población de 5 habitantes.

## Geografía
Wilsonia se encuentra ubicado en las coordenadas 36°44′4.55″N 118°57′21.05″O / 36.7345972, -118.9558472.